# 27 tháng 12
Ngày 27 tháng 12 là ngày thứ 361 (362 trong năm nhuận) trong lịch Gregory. Còn 4 ngày trong năm.

## Sự kiện
- 537 – Hoàng đế Đông La Mã Justinianus I và Thượng phụ Menas của Constantinopolis khánh thành Thánh đường thứ ba của Hagia Sophia sau 5 năm và 10 tháng xây dựng.
- 1388 – Thượng hoàng Trần Nghệ Tông lập con trai út là Trần Ngung lên ngôi (tức vua Trần Thuận Tông) sau khi phế bỏ cháu trai là Trần Phế Đế.
- 1722 – Ái Tân Giác La Dận Chân chính thức lên ngôi hoàng đế triều Thanh, tức Ung Chính Đế, tức ngày Tân Sửu (20) tháng 11 năm Nhâm Dần.
- 1845 – Trong một bài báo của mình, John L. O'Sullivan lập luận rằng Hoa Kỳ có quyền yêu sách toàn bộ Xứ Oregon "dựa trên quyền vận mệnh hiển nhiên của chúng ta".
- 1911 – Jana Gana Mana, nay là Quốc ca của Ấn Độ, được hát lần đầu tiên tại Hội nghị Calcutta của Đảng Quốc Đại Ấn Độ.
- 1922 – Tàu sân bay Hōshō của Nhật Bản được đưa vào hoạt động, là chiếc tàu sân bay đầu tiên của thế giới được thiết kế ngay từ đầu vào mục đích này được đưa vào hoạt động.
- 1923 – Sinh viên Daisuke Namba tiến hành một nỗ lực bất thành nhằm ám sát Hoàng thái tử Hirohito tại Tokyo.
- 1945 – Ngân hàng Thế giới và Quỹ Tiền tệ Quốc tế được hình thành theo một thỏa thuận được 29 quốc gia ký kết.
- 1949 – Hà Lan chính thức chuyển giao chủ quyền Đông Ấn Hà Lan cho Hợp chúng quốc Indonesia.
- 1978 - Sau khi chế độ độc tài Franco kết thúc, Quốc vương Juan Carlos I phê chuẩn Hiến pháp Tây Ban Nha, đánh dấu việc quốc gia trở thành một nền dân chủ
- 1979 – Quân đội Liên Xô tiến vào cung điện Tajbeg ở bên ngoài thủ đô Kabul, sát hại Chủ tịch Afghanistan Hafizullah Amin, đây được xem là mốc khởi đầu của Chiến tranh Xô viết tại Afghanistan.
- 2001 – Hoa Kỳ công nhận quy chế Quan hệ Thương mại Bình thường Vĩnh viễn với Cộng hòa Nhân dân Trung Hoa.
- 2007 – Cựu Thủ tướng Pakistan Benazir Bhutto bị ám sát khi tham gia một cuộc tập hợp chính trị tại Rawalpindi.
- 2008 – Israel bắt đầu tiến hành một chiến dịch kéo dài ba tuần tại Gaza.
- 2009 – Lực lượng an ninh Iran bắn vào người biểu tình phản đối kết quả bầu cử.
- 2020 - Lễ kỷ niệm ngày Quốc tế phòng chống dịch bệnh đầu tiên.

## Sinh
- 1459 – Jan I Olbracht, quốc vương của Ba Lan (m. 1501)
- 1571 – Johannes Kepler, nhà thiên văn người Đức (m. 1630)
- 1654 – Jacob Bernoulli, nhà toán học người Thụy Sĩ (m. 1705)
- 1714 – George Whitefield, nhà thuyết giáo người Anh (m. 1770)
- 1717 – Giáo hoàng Pius VI
- 1761 – Mikhail Bogdanovich Barklay-de-Tolli, tướng lĩnh quân đội của Đế quốc Nga, tức 16 tháng 12 theo lịch Julius (m. 1818)
- 1773 – George Cayley, kỹ sư người Anh (m. 1857)
- 1796 – Karl Friedrich von Steinmetz, quý tộc và tướng lĩnh người Đức (m. 1877)
- 1797 – Manuela Saenz, nhà cách mạng tại Nam Mỹ (m. 1856)
- 1816 – Hans von Bülow, tướng lĩnh người Đức (m. 1897)
- 1822 – Louis Pasteur, nhà khoa học người Pháp (m. 1895)
- 1823 – Nguyễn Phúc Gia Tiết, phong hiệu Mỹ Ninh Công chúa, công chúa con vua Minh Mạng (m. 1841)
- 1831 – Karl von Brandenstein, tướng lĩnh người Đức (m. 1886)
- 1901 – Marlene Dietrich, diễn viên, ca sĩ người Đức (m. 1992)
- 1925 – Michel Piccoli, diễn viên người Pháp (m. 2020)
- 1931 – Lê Khả Phiêu, chính trị gia người Việt Nam, tổng Bí thư của Đảng Cộng sản Việt Nam (m. 2020)
- 1940 – Tôma Nguyễn Văn Tân, giám mục Công giáo người Việt Nam (m. 2013)
- 1943 – Lôrensô Chu Văn Minh, giám mục Công giáo người Việt Nam
- 1948 – Gérard Depardieu, diễn viên người Pháp
- 1952 – 
  - Lâm Chánh Anh, diễn viên và đạo diễn người Hồng Kông (m. 1997)
  - Quốc Trường, nhạc công người Việt Nam (m. 2011)
- 1953 – Hoàng Kim, nhà nông học người Việt Nam
- 1954 – Trương Chí Hiền, chính trị gia người Singapore
- 1961 – Guido Westerwelle, chính trị gia người Đức
- 1965 – Salman Khan, diễn viên người Ấn Độ
- 1971 – Duncan Ferguson, cầu thủ bóng đá người Anh Quốc
- 1979 - Hồ Hoài Anh, nhạc sĩ người Việt Nam
- 1984 – Gilles Simon, vận động viên quần vợt người Pháp
- 1988 – Taecyeon, rapper, vũ công và diễn viên người Hàn Quốc
- 1988 – Hayley Williams, ca sĩ-người viết ca khúc người Mỹ (Paramore)
- 1991 – Danny Wilson, cầu thủ bóng đá người Anh Quốc
- 1995 - Lê Hoàng Phương, Hoa hậu Hòa bình Việt Nam 2023, Á hậu Hòa bình Quốc tế 2023

## Mất
- 232 – Tào Thực, văn học gia và thành viên hoàng thất triều Tào Ngụy, tức ngày Canh Dần (28) tháng 11 năm Nhâm Tý (s. 192)
- 418 – Giáo hoàng Dôsimô
- 683 – Lý Trị, tức Đường Cao Tông, hoàng đế của triều Đường, tức ngày Đinh Tị (4) tháng 12 năm Quý Mùi (s. 628)
- 1735 – Thanh Thế Tông Ung Chính
- 1890 – Karl von Prittwitz und Gaffron, tướng lĩnh người Đức (s. 1833)
- 1906 – Phan Thị Điều, thụy hiệu Từ Minh Huệ Hoàng hậu, phủ thiếp của vua Dục Đức, mẹ sinh của vua Thành Thái (s. 1855).
- 1923 – Gustave Eiffel, kĩ sư, kiến trúc sư người Pháp (s. 1832)
- 1925 – Sergei Yesenin, nhà thơ người Nga (s. 1895)
- 1936 – Hans von Seeckt, sĩ quan người Đức (s. 1866)
- 1938 – Osip Mandelstam, nhà thơ người Nga (s. 1891)
- 1979 – Hafizullah Amin, chính trị gia người Afghanistan, Chủ tịch nước Afghanistan (s. 1929)
- 1985 – Dian Fossey, nhà động vật học người Mỹ (s. 1932)
- 1993 – Meliton Kantaria, quân nhân Liên Xô người Gruzia (s. 1920)
- 2007 – Benazir Bhutto, chính trị gia người Pakistan, thủ tướng của Pakistan (s. 1953)
- 2009 – Takabayashi Takashi, cầu thủ bóng đá người Nhật Bản (s. 1931)
- 2012 – H. Norman Schwarzkopf, tướng lĩnh quân đội người Mỹ (s. 1934)
- 2016 – Carrie Fisher, diễn viên, nhà biên kịch, tác giả, nhà sản xuất và diễn giả người Mỹ (s. 1956)

## Những ngày lễ và kỷ niệm
- Ngày Quốc tế Phòng chống Dịch bệnh